# Tardajos de Duero
Tardajos de Duero es una localidad española del municipio de Los Rábanos, perteneciente a la provincia de Soria, en la comunidad autónoma de Castilla y León.

## Geografía
En la dehesa, situada a 1 km del pueblo, hay vacas que tienen los paisanos. Antiguamente había muchas más y había un toro como semental situado en el corralón. La localidad está ubicada en la comarca de Soria y el partido judicial de Soria.

## Historia
El censo de Pecheros de 1528, en el que no se contaban eclesiásticos, hidalgos y nobles, registraba la existencia 48 pecheros, es decir unidades familiares que pagaban impuestos.
A la caída del Antiguo Régimen la localidad se constituye en granja del municipio constitucional de Tardajos de Duero, conocido entonces como Tardajos y granjas (Blasconuño y Matamala) en la región de Castilla la Vieja, partido de Soria, que en el censo de 1842 contaba con 77 hogares y 310 vecinos.
A mediados del siglo XIX, el lugar, por entonces con ayuntamiento propio, tenía unas 70 casas. La localidad aparece descrita en el decimocuarto volumen del Diccionario geográfico-estadístico-histórico de España y sus posesiones de Ultramar de Pascual Madoz de la siguiente manera:

TARDAJOS: l. con ayunt. en la prov. y part. jud. de Soria (2 1/2 leg.), aud. terr. y c. g. de Burgos (26), dióc de Osma: sit. en una cuesta y combatido de los vientos N. y SO., y goza de clima sano: tiene 70 casas; la consistorial que sirve de cárcel, y escuela de instruccion primaria á la que concurren 40 alumnos, dotada con 40 fan. de centeno; una fuente de buen agua; una igl. parr. (San Bartolomé) servida por un cura y un sacristan. El térm. confina con los de Ituero y Rabanera; dentro de él se encuentran las ermitas de Ntra. Sra. de los Alamos, y las granjas de Matamala y Blasconuño. El terreno fertilizado por el r. Duero, es de buena calidad; comprende un monte encinar bastante destrozado: caminos: los locales y el que dirige á la cap. de prov. en la que se recibe y despacha el correo. prod.: poco trigo puro, comun, centeno, cebada, avena, leñas de combustible y buenos pastos con los que se mantiene ganado lanar y vacuno; hay caza de perdices, conejos y liebres; pesca de barbos, anguilas y truchas. ind.: la agrícola, un molino harinero, y muchos vec. se dedican á hacer cestas: pobl.: 77 vec., 310 alm. cap. imp.: 62,663 rs.
(Madoz, 1849, p. 605)

Hasta la reforma de la nomenclatura municipal de 1916 el municipio se llamaba simplemente Tardajos. En dicha fecha su nombre fue modificado por el de Tardajos de Duero. A finales del siglo XX desaparece el municipio porque se integra en Los Rábanos.
Para hacer que el pueblo llamara la atención, en 2016 se contrató una empresa para pintar una pared del pueblo, los niños idearon un dibujo y pintaron la pared de la peña que daba a la carretera. Se quiso seguir con la idea y actualmente el frontón y el pilón están pintados con cosas características del pueblo como las cigüeñas o peces.

## Demografía
| Gráfica de evolución demográfica de Tardajos de Duero entre 1842 y 1960 |
| |
| Población de derecho según los censos de población del INE Población de hecho según los censos de población del INEEn este censo se denominaba Tardajos y granjas: 1842 En estos censos se denominaba Tardajos: 1857, 1860, 1877, 1887, 1897, 1900 y 1910 Entre el censo de 1857 y el anterior, crece el término del municipio porque incorpora a 425064 (Miranda de Duero) Entre el censo de 1970 y el anterior, este municipio desaparece porque se integra en el municipio 42149 (Los Rábanos) |

En el año 2000 contaba con 80 habitantes, concentrados en el núcleo principal pasando a 66 en 2018.

## Patrimonio
- Iglesia de San Bartolomé, en 2010 sufrió un incendio que destruyó la cubierta y las bóvedas, salvándose el arte mueble, siendo restaurada posteriormente.
- Ermita de la Virgen de los Álamos.
- Restos arqueológicos en los parajes de San Juan y Santamaría.
- Casonas solariegas, con escudos de la familia Zapata.
- El lavadero, situado en la parte más baja del pueblo, era antiguamente utilizado como sitio para lavar las ropas, aunque también como sitio de reunión para las mujeres que acostumbraban menos a salir de sus casas. Ahora, aunque poco frecuente, puedes encontrar a alguien lavando grandes sábanas o a los niños del pueblo jugando con el agua.
- Aparte de la fuente del centro del pueblo, existe una fuente vieja situada a las afueras del pueblo. Se ha restaurado recientemente.

## Fiestas
- San Bartolomé, el 24 de agosto.
- Virgen de los Álamos, romería celebrada el 12 de octubre.